# Crystal Pond
Der Crystal Pond (englisch für Kristallsee) ist ein See von 20 m Durchmesser an der Ingrid-Christensen-Küste des ostantarktischen Prinzessin-Elisabeth-Lands. Er liegt auf einer vereisten Moräne in den Vestfoldbergen.
Das Antarctic Names Committee of Australia benannte ihn 1984 nach den Eisnadeln auf der zugefrorenen Oberfläche des Sees.